# 9月2日
9月2日是阳历年的第245天（闰年是246天），离一年的结束还有120天。

## 大事记

### 18世紀以前
- 前44年：西塞罗开始发表一系列演讲，号召反对马克·安东尼。
- 前31年：屋大维的罗马共和国军队在亚克兴战役战胜马克·安东尼和埃及女王克丽奥佩脱拉七世的联军。
- 1192年：“狮心王”理查一世与阿尤布王朝苏丹萨拉丁签订迦法条约，结束第三次十字军东征。
- 1666年：伦敦发生该城市历史上最为严重的火灾，其中旧圣保罗座堂等大片建筑遭到烧毁。

### 18世紀
- 1752年：在大多數天主教國家以及英國和北美十三州，因1752年將曆法從儒略曆轉換至格里曆，故該年9/2的下一天為9/14，大不列顛島採用儒略曆的最後一天。這天之後直接跳到9月14日（星期四），開始採用公曆，相對於其他西歐國家慢了約兩個世紀。
- 1789年：美國財政部成立。
- 1792年：法国大革命：由於過度恐懼外國軍隊會攻擊巴黎，囚犯會起義，革命者開始即決處決一千多名囚犯。

### 19世紀
- 1807年：拿破仑战争：英国海军炮轰哥本哈根以阻止法国夺取丹麦海军。
- 1856年：天京事变：太平天国北王韋昌輝和燕王秦日綱突襲東王府，誅殺東王楊秀清，其後大肆屠殺官民二萬人。
- 1861年：中德通商条约在天津签订。
- 1864年：南北战争：威廉·谢尔曼率北军攻占亚特兰大。
- 1870年：普鲁士军队在色当会战中俘虏法国皇帝拿破仑三世，法兰西第二帝国随后遭到推翻。
- 1872年：国际工人协会在海牙召开代表大会。
- 1885年：美國發生石泉城大屠殺，造成28名華人礦工死亡、15名華人礦工受傷。事後美國政府向清廷賠償14.9萬美元。
- 1891年：宜昌教案发生。
- 1898年：恩图曼战役：英国和埃及联军击溃苏丹军队，重新在苏丹建立统治。
- 1898年：德国宣布胶澳（今青岛）为自由港，向世界各国开放，货物可以免税进出。

### 20世紀
- 1901年：美国副总统西奥多·罗斯福提出巨棒外交政策。
- 1905年：清朝废除科举制。
- 1914年：第一次世界大战：日本军队借口对德国作战，出兵中国山东。
- 1939年：第二次世界大战：纳粹德国宣布收復但澤。
- 1943年：台語舞台劇《閹雞》在臺北大稻埕永樂座首演，還發生演出中途斷電、演出曲目之後被臺灣總督府禁唱等打壓事件。《閹雞》首演之後，再也無從登上台灣劇場的舞台。直到2008年「台南人劇團」把這部舞台劇重新搬上國家戲劇院演出。[1]
- 1945年：第二次世界大戰：日本代表在停泊于东京湾的美国密蘇里號戰艦上向盟军签署降伏文書，第二次世界大战正式结束。
- 1945年：越南独立同盟會主席胡志明在河内巴亭广场发表《独立宣言》，宣告成立越南民主共和国。
- 1945年：朝鲜半島三八线划分。
- 1957年：越南共和國總統吳廷琰開始對澳大利亞進行正式訪問，這是外國在任國家元首首次訪問澳大利亞。
- 1958年：中国中央电视台的前身北京电视台在北京正式开播。
- 1958年：九二海戰開戰。
- 1958年：苏联在埃里温上空击落一架美国空军间谍飞机。
- 1960年：西藏流亡议会选举成功进行，第一批议员宣誓。这一天被西藏流亡政府定为民主日。
- 1964年：蘇聯民航721號班機在南薩哈林斯克墜毀，導致87人遇難。
- 1967年：帕迪·貝茨創立西蘭公國。
- 1969年：美国第一台自动柜员机在纽约市洛克菲勒中心投入使用。
- 1970年：美國國家航空暨太空總署宣佈取消阿波羅15號及阿波羅19號的登月計劃。
- 1982年：中华人民共和国第二届少数民族传统体育运动会于呼和浩特市开幕。
- 1986年：中共最高領導人鄧小平接受美國記者迈克·华莱士電視採訪談論中蘇和中美關係。
- 1989年：台灣台北鐵路地下化工程中的台北車站新站正式啟用。
- 1990年：德涅斯特河沿岸共和国宣布从摩尔达维亚分离。
- 1990年：《兒童權利公約》生效。
- 1991年：美國承認波羅的海國家的獨立，即：愛沙尼亞、拉脫維亞及立陶宛。
- 1992年：美國總統老布希宣佈向台灣出售F-16戰鬥機，此舉令中华人民共和国政府強烈不滿。
- 1998年：瑞士航空111号班机在加拿大哈利法克斯附近海域坠毁，機上229人全部罹難。
- 1998年：安瓦尔·易卜拉欣被解除馬來西亞副首相職務。

### 21世紀
- 2008年：網頁瀏覽器Google Chrome的首個測試版本正式發布，隨後逐漸成為全球使用率最高的網頁瀏覽器。
- 2010年：韩国三星电子在德国柏林的IFA上发布全球第一台使用Android系统的平板电脑：三星Galaxy Tab 7.0。
- 2016年：首届金砖国家电影节在印度新德里举办。
- 2020年：德國政府宣布俄羅斯反對派領袖阿列克謝·納瓦爾尼遭到神經毒劑諾維喬克攻擊。

## 出生
- 1746年：亨利·斯科特，英國貴族，第三代巴克盧公爵及第五代昆斯伯里公爵（1812年逝世）
- 1753年：瑪麗·約瑟芬公主，法國王妃、普罗旺斯伯爵夫人（1810年逝世）
- 1778年：路易·波拿巴，荷蘭國王（1846年逝世）
- 1805年：埃斯特萬·埃切維里亞，阿根廷小說家、詩人（1851年逝世）
- 1837年：張之洞，清朝政治家（1909年逝世）
- 1838年：利留卡拉尼，夏威夷女王（1917年逝世）
- 1839年：亨利·乔治，美國政治經濟學家、新聞工作者（1897年逝世）
- 1850年：艾爾·斯伯丁，美國運動員，斯伯丁公司創始人（1915年逝世）
- 1853年：威廉·奥斯特瓦爾德，德國物理化學家，1909年諾貝爾化學獎得主（1932年逝世）
- 1870年：托斯卡納的路易絲，萨克森王國王储妃（1947年逝世）
- 1877年：弗雷德里克·索迪，英國化學家，1921年諾貝爾化學獎得主（1956年逝世）
- 1878年：维尔纳·冯·勃洛姆堡，納粹德國陸軍元帥、國防部長、武裝部隊總司令（1946年逝世）
- 1878年：莫里斯·弗雷歇，法國數學家（1973年逝世）
- 1879年：安重根，朝鮮王朝晚期革命家，日本政治家伊藤博文刺客（1910年逝世）
- 1883年：伊麗莎白·瑪麗，奥地利帝國女大公（1963年逝世）
- 1892年：佛蘭克·威爾卡森，美國化學家、統計學家（1965年逝世）
- 1892年：埃德蒙·赫林，澳大利亞陸軍中將（1982年逝世）
- 1906年：亞歷山大·卡贊采夫，蘇聯科幻小說家、飛碟學家、軍事工程專家、西洋棋排局家（2002年逝世）
- 1913年：比爾·香克利，蘇格蘭足球教練（1981年逝世）
- 1913年：伊斯拉埃爾·蓋爾范德，烏克蘭猶太裔數學家（2009年逝世）
- 1916年：劉白羽，中國作家（2005年逝世）
- 1919年：郭小川，中國近代詩人（1976年逝世）
- 1919年：黃昆，中國物理学家（2005年逝世）
- 1919年：瑪吉·錢皮恩，美國舞蹈家、編舞家、教育家（2020年逝世）
- 1923年：勒内·托姆，法國數學家，突變論創始人，1958年獲菲爾茲獎（2002年逝世）
- 1923年：林思齊，來自香港的加拿大商人、卑詩省省督（2010年逝世）
- 1924年：丹尼尔·阿拉普·莫伊，肯亞總統（2020年逝世）
- 1935年：曾江，香港男演員（2022年逝世）
- 1936年：安迪·葛洛夫，匈牙利出生猶太裔美國企業家，英特爾創辦人（2016年逝世）
- 1937年：德里克·福德斯，英國電視喜劇演員（2020年逝世）
- 1937年：朱塞佩·加蘭特，義大利男子賽艇運動員（2021年逝世）
- 1937年：維利·吉澤曼，德國男子足球運動員（2024年逝世）
- 1938年：艾博雅，英國外交官（2020年逝世）
- 1939年：賈克·朗，法國政治人物
- 1946年：山中乔，美裔日本演唱家、演員（2011年逝世）
- 1948年：大衛·史提芬遜，美國天文學家
- 1948年：奈特·阿奇博爾德，美國篮球運動員
- 1949年：楊小佩，臺灣鋼琴家（1990年逝世）
- 1949年：羅傑·柯林斯，英國中世紀歷史學家
- 1951年：馬克·漢蒙，美國演員
- 1951年：，美國前世界第一職業網球運動員
- 1952年：元華，香港武打演員
- 1952年：橫澤啟子，日本女性聲優、演員
- 1953年：艾哈邁德·沙阿·馬蘇德，阿富汗塔吉克族名將，曾任阿富汗國防部長（2001年逝世）
- 1954年：，捷克政治家，第12任捷克總理
- 1955年：米雪，香港女演員
- 1957年：蔣偉寧，臺灣土木工程學者，前任中華民國教育部部長
- 1958年：茲德拉夫科·克里沃卡皮奇，蒙特內哥羅機械工程學教授、作家、政治家，曾任蒙特內哥羅總理
- 1959年：盖·拉利伯特，加拿大太陽馬戲團創始人與首席執行官
- 1960年：雷克斯·哈德勒，美國職棒大聯盟外野手
- 1961年：黃秋生，香港男演員
- 1961年：，哥倫比亞足球運動員
- 1962年：范偉，中國小品演員
- 1962年：凱爾·斯塔摩，英國政治人物，現任英國首相
- 1963年：小林瞳，日本前AV女優
- 1964年：，美國男演員
- 1965年：萊昂納爾·安格明，諾魯人權律師、政治人物，第31任諾魯總統
- 1966年：奥利维耶·潘尼斯，法國賽車手
- 1966年：，美國女演員、導演、影視製作人
- 1967年：安德烈亚斯·穆勒，德國足球運動員
- 1969年：江欣慈，香港歌手
- 1971年：陳霽平，香港女演員
- 1972年：賈斯汀·馬斯克，加拿大作家
- 1974年：國分太一，日本偶像、演員
- 1976年：李英健，香港賽車手
- 1979年：吳卓羲，香港歌手、演員
- 1979年：葉乃文，台灣男歌手
- 1982年：曹敏莉，香港女演員
- 1984年：唐禹哲，台灣歌手、演員
- 1986年：今市隆二，日本歌手
- 1987年：瑞秋·岡恩，澳大利亞女子霹靂舞運動員、學者
- 1988年：加藤慶祐，日本男演員
- 1988年：迪米特里·奥恰洛夫，德國乒乓球運動員
- 1989年：李友廷，台灣創作歌手
- 1989年：馬基夫·莫里斯，美國職業籃球運動員
- 1989年：，巴西職業足球運動員
- 1989年：捷德，德籍俄羅斯DJ、唱片製作人、詞曲作家
- 1990年：马库斯·埃里克松，瑞典一級方程式賽車車手
- 1991年：蔣勁夫，中國演員
- 1991年：許秀娟，韓國女子偶像團體DIA成員
- 1991年：蘇菲·英格爾，威爾斯職業足球運動員
- 1992年：瑪迪琳·貝莉，美國女歌手、詞曲作家
- 1992年：，阿根廷職業足球運動員
- 1993年：蒙提娜·高斯，澳洲模特兒
- 1995年：金英助，韓國男子偶像團體ONEUS成員
- 1996年：鄭晟河，韓國彈指吉他手
- 1999年：張逸杰，中國男演員
- 1999年：李蘭迪，中國女演員
- 2000年：七嶋舞，日本AV女優
- 2001年：高橋藍，日本男子排球運動員
- 2002年：布拉德利·巴庫拉，法國職業足球運動員
- 2008年：趙紫諾，香港女歌手
- 生年不詳：竹尾步美，日本女性聲優

## 逝世
- 421年：君士坦提乌斯三世，西罗马帝国皇帝（生年不详）
- 1083年：高丽文宗，高丽国第11任君主（1019年出生）
- 1332年：元文宗图帖睦尔，元朝皇帝（1304年出生）
- 1651年：柯塞姆苏丹，奥斯曼帝国历史上垂帘听政的女性之一（1589年出生）
- 1770年：傅恒，清朝軍機大臣（生年不详）
- 1770年：爱新觉罗弘昼，清朝雍正帝的第五子（1712年出生）
- 1813年：讓·維克托·馬里·莫羅，法國陸軍元帥（1763年出生）
- 1820年：清仁宗爱新觉罗颙琰，清朝嘉庆皇帝（1760年出生）
- 1845年：贝纳迪诺·里瓦达维亚，阿根廷政治人物，首位阿根廷總統（1780年出生）
- 1856年：杨秀清，太平天国东王（1823年出生）
- 1857年：辛里奇·利希滕斯坦，德國醫生、探險家、植物學家、動物學家（1780年出生）
- 1865年：威廉·哈密顿，愛爾蘭物理学家、数学家、天文学家（1805年出生）
- 1872年：尼古拉·佛瑞德里克·塞韋林·葛龍維，丹麥牧師、思想家、教師、詩人（1783年出生）
- 1877年：康斯坦蒂诺斯·卡纳里斯，希腊独立运动领袖（1793或1795年出生）
- 1891年：奧古斯特·馮·佩爾策恩，奧地利鳥類學家（1825年出生）
- 1937年：皮埃尔·德·顾拜旦，法国教育家、历史学家，现代国际奧林匹克運動會创始人（1863年出生）
- 1952年：约瑟夫·阿弗诺尔，法國外交官，第2任國際聯盟秘書長（1879年出生）
- 1966年：岡村寧次，日本陸軍大將（1884年出生）
- 1969年：胡志明，越南共產黨創始人、越南民主共和國開國領袖（1890年出生）
- 1970年：長谷川清，日本海軍軍人，第18任臺灣總督（1883年出生）
- 1973年：约翰·罗纳德·鲁埃尔·托尔金，英国语言学家、作家（1892年出生）
- 1991年：阿方索·加西亚·罗夫莱斯，墨西哥外交家、政治家，1982年諾貝爾和平獎得主（1911年出生）
- 1992年：芭芭拉·麥克林托克，美國細胞遺傳學家，1983年諾貝爾生理學或醫學獎得主（1902年出生）
- 2001年：克里斯蒂安·巴納德，南非外科醫生，世界上首例人類心臟移植手術的實施者（1922年出生）
- 2013年：羅納德·科斯，英國經濟學家，1991年諾貝爾經濟學獎得主（1910年出生）
- 2014年：龍剛，香港導演（1934年出生）
- 2014年：蘇南成，臺灣政治人物，曾任臺南市市長、高雄市市長、國民大會議長（1936年出生）[2][3]
- 2016年：伊斯兰·卡里莫夫，乌兹别克斯坦首任总统（1938年出生）
- 2017年：向守志，中国人民解放军上将、第二炮兵首任司令员[4]（1917年出生）
- 2020年：大衛·格雷伯，美國人類學家（1961年出生）
- 2021年：米基斯·提奧多拉基斯，希臘政治活動家、作曲家（1925年出生）
- 2022年：法蘭克·德雷克，美國天文學家、天體物理學家（1930年出生）
- 2022年：薛範，中國音樂學家、翻譯家（1934年出生）
- 2022年：彼得·埃克斯利，澳大利亞計算機科學家（1979年出生）

## 节假日和习俗
- 中華民國：海軍節
- 越南：國慶日
- 美国：对日战争胜利纪念日
- 流亡西藏：民主日